# 气旋伊代
強烈熱帶氣旋伊代（英語：Intense Tropical Cyclone Idai）是2018－2019年西南印度洋熱帶氣旋季中第11個熱帶氣旋、第11個獲命名風暴、第7個達到熱帶氣旋等級和第7個達到强热带气旋等級的熱帶系統，同時也是該年嚴重影響莫三比克的熱帶系統，伊代登陸莫三比克貝拉，在當地造成嚴重災情。

## 發展過程

### 編號後隨即登陸

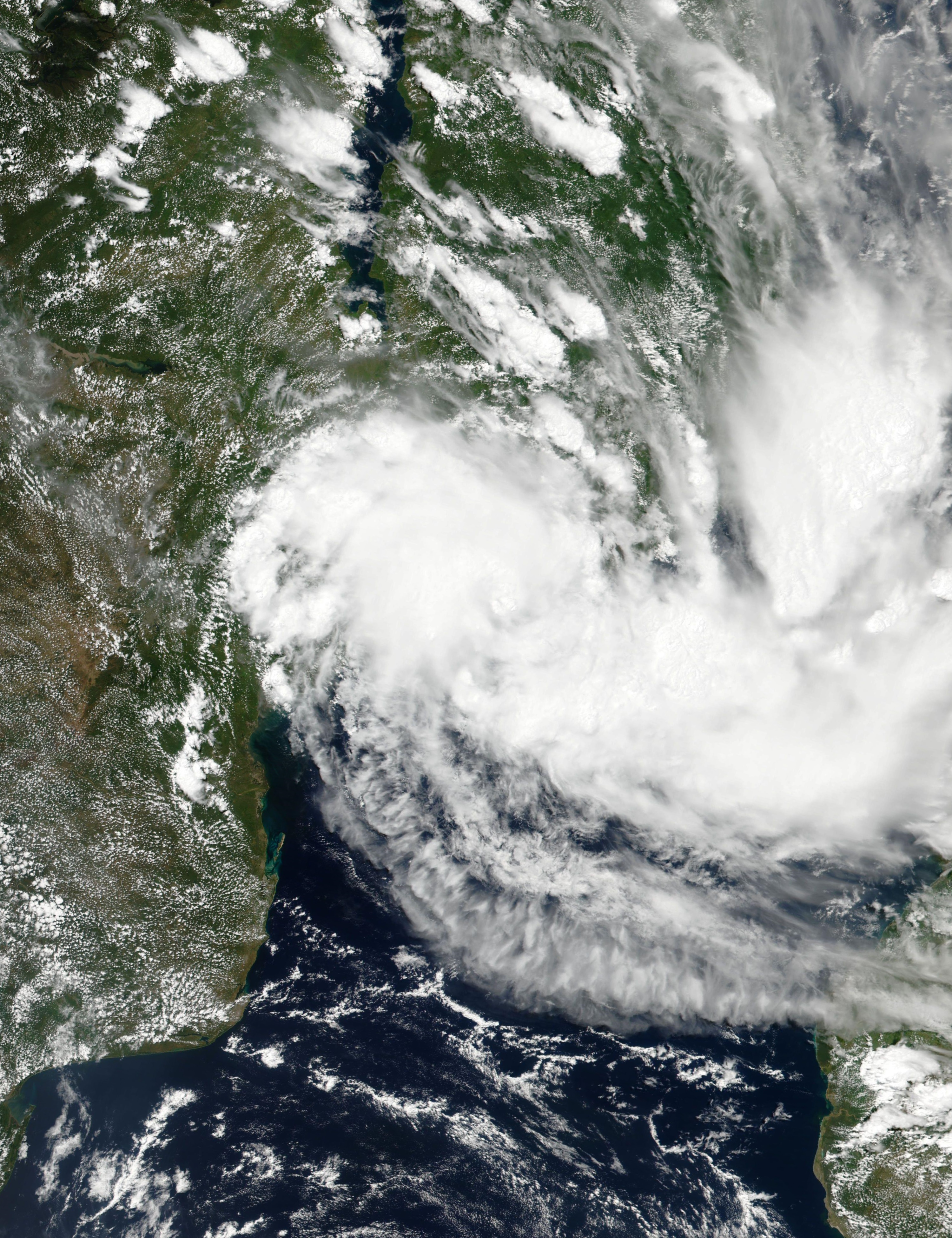
3月4日，剛獲編號的热带低压11R

伊代的前身是位在莫三比克海峽的熱帶擾動，3月2日，美國海軍研究實驗室評定它為一熱帶擾動，並給予擾動編號98S。
4日晚間，法國氣象局（MFR）把它評定為一热带低压，給予熱帶氣旋編號11R。編號後的隔天凌晨，11R便登陸莫三比克，因此法國氣象局對其發出最後報告，同時，美國海軍研究實驗室也對其停止編號。但11R的殘餘並未立即消散，它維持登陸前的強度，在非洲西部的陸地上打轉。

### 出海後快速發展
5日凌晨，美國海軍研究實驗室對其重新編號，同時，聯合颱風警報中心也給予發展評級「低」。
6日上午9時，聯合颱風警報中心將評級升為「中」。隔天（9日）上午6時30分，聯合颱風警報中心將評級升為「高」，並同步發布熱帶氣旋形成警報。同日下午2時，11R再次移入莫三比克海峽，法國氣象局再次將其升格為熱帶低氣壓，不久後，聯合颱風警報中心將其升格為熱帶風暴，給予熱帶氣旋編號18S。
10日上午8時，法國氣象局將其升格為中度熱帶風暴，並由馬達加斯加命名為伊代（Idai）。
11日凌晨2時，法國氣象局直接把伊代升格為熱帶氣旋，聯合颱風警報中心則在不久後將其升格為一級熱帶氣旋。升格後不久，伊代打開風眼。同日上午8時，聯合颱風警報中心將其升格為二級熱帶氣旋。同日下午2時，聯合颱風警報中心和法國氣象局將其升格為三級熱帶氣旋和强热带气旋，之後伊代便開始減弱。

### 眼牆置換循環
11日晚間，伊代進入眼牆置換循環，再加上乾空氣入侵，使其眼牆崩塌成雲塞風眼，結構變形。12日上午8時，法國氣象局將其降格為熱帶氣旋。三小時後，聯合颱風警報中心將其降格為二級熱帶氣旋。13日凌晨2時，聯合颱風警報中心曾再次將其升格為三級熱帶氣旋，但後來又再降格為二級熱帶氣旋。
13日凌晨，伊代完成眼牆置換，風眼快速清空。同日凌晨2時，法國氣象局再次將其升格為强热带气旋。6小時後，聯合颱風警報中心第三次將其升格為三級熱帶氣旋，14日晚間，伊代達到強度巔峰。

### 近巔峰登陸快速減弱
15日凌晨，伊代的眼牆接觸莫三比克陸地，強度開始減弱。同日凌晨2時，聯合颱風警報中心第三次將其降格為二級熱帶氣旋。同日中午，伊代登陸莫三比克貝拉市，風眼隨即填塞，強度也開始快速減弱。同日下午2時，法國氣象局直接將其降格為强热带风暴。不久後，聯合颱風警報中心將其降格為一級熱帶氣旋，並發出最後報告。同日晚間8時，法國氣象局將其降格為中度熱帶風暴。隔天凌晨，法國氣象局把伊代降格為热带低压，並對其停止編號。
伊代的殘餘在東非影響數日，最終於22日晚間再次移入莫三比克海峽，並於一天後完全消散。

## 影響

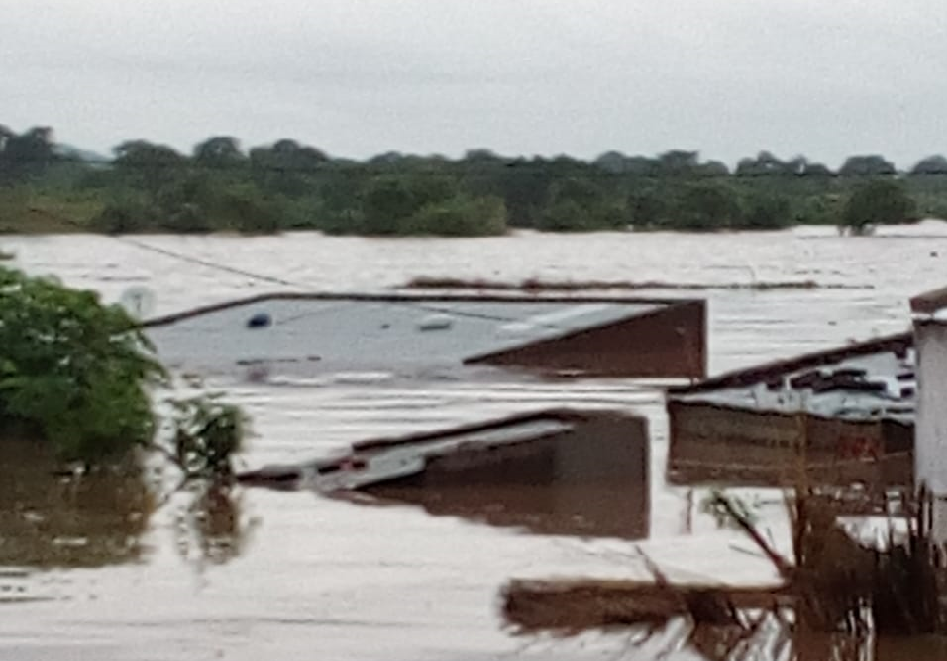
伊代在莫桑比克造成嚴重的洪災

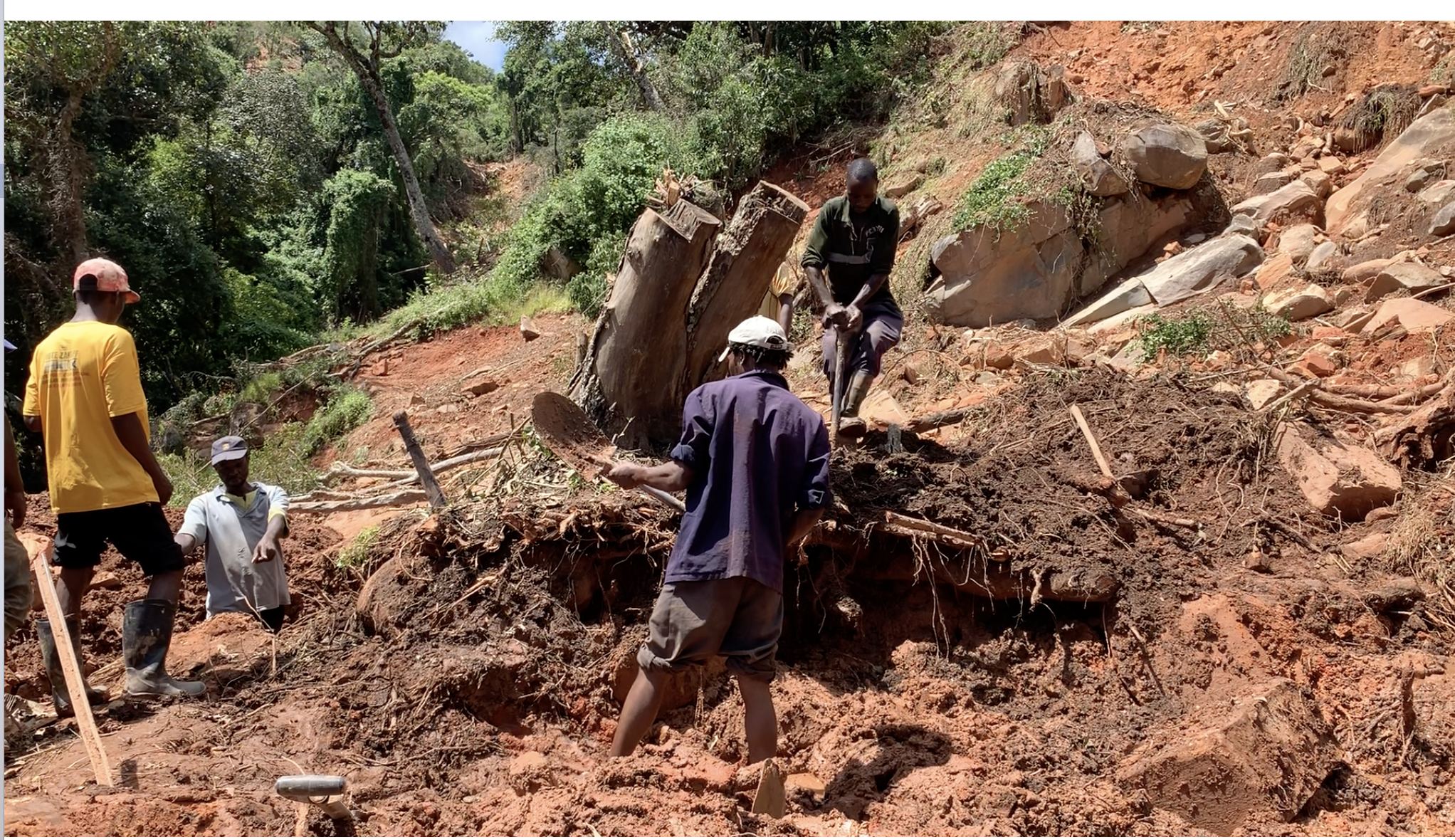
伊代在辛巴威Chimanimani區引發山體滑坡後，居民正在尋找受害者

伊代在马达加斯加、马拉维、莫桑比克、南非和辛巴威造成嚴重氾濫，造成至少733人喪生，超過300萬人受到該氣旋的直接影響，數以十萬計的人需要援助。
在马拉维，有56人死亡，577人因伊代造成的洪水受伤。 马拉维政府拨款1640万美元来减轻洪水造成的损失。此外，南非境内有4人遇难。 在津巴布韦，共有179人死亡。
在莫桑比克，伊代引发的洪水和大风造成85人死亡、111人受伤。据报道，有5766所房屋被毁，另有15467所房屋不同程度受到影响。此外，8所医院和938间教室被摧毁。洪水也破坏了168,000公頃（420,000英畝）庄稼。政府拨款1760万美元为洪水灾民提供援助。 莫桑比克第二大城市贝拉超过50万戶停电，九成地区「受损或摧毁」，八成电力网破坏，所有道路中断，并出现5例霍乱病例。

## 外部連結
- 聯合颱風警報中心 (JTWC) （页面存档备份，存于）
- Météo-France La Réunion 法國氣象局 (RSMC La Réunion) （页面存档备份，存于）